# Instytut Antropologii Ewolucyjnej im. Maxa Plancka

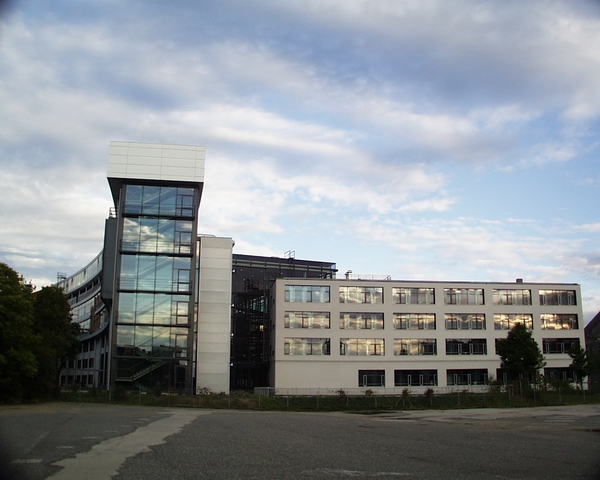
Instytut Antropologii Ewolucyjnej im. Maxa Plancka w Lipsku

Instytut Antropologii Ewolucyjnej im. Maxa Plancka (ang. Max Planck Institute for Evolutionary Anthropology, niem. Max-Planck-Institut für evolutionäre Anthropologie) (MPI EVA) – placówka naukowo-badawcza prowadząca badania w zakresie dziejów ludzkości z perspektywy interdyscyplinarnej, przy użyciu analiz porównawczych genów, kultur, zdolności poznawczych, języków i systemów społecznych. Instytut mieści się w Lipsku w Niemczech i należy do Towarzystwa Maxa Plancka – największej niemieckiej instytucji naukowej.